# Konrad Jørgensen
Jakob Kristian Konrad Jørgensen (26. marts 1849 i Rostrup ved Mariager – 22. maj 1921 på Vierwaldstättersøen i Schweiz) var en dansk bogtrykker, redaktør, højskolemand og politiker.
Han var søn af skolelærer Peter Michael Jørgensen (1813-1878) og Karen Kirstine f. Jensen (1815-1884), besøgte 1866-67 Christen Kolds højskole i Dalby og var derefter et års tid friskolelærer i Måle ved Kerteminde. 1868-69 gik han på Askov Højskole, blev derefter lærer ved denne og styrede desuden en friskole sammesteds indtil 1874. Jørgensen var nu i 2 år redaktør af Kolding Folkeblad og grundlagde i april 1876 ugeskriftet Højskolebladet, som han siden udgav og til dels redigerede, og som vandt stor udbredelse. Han overlod omkring 1890 det daglige redaktionsarbejde til sin brodersøn Karl Jørgensen (1866-1902, søn af direktør Severin Jørgensen).
1878 indrettede han et selvstændigt bogtrykkeri i Kolding og forbandt dermed en forlagsboghandel, begge forretninger af et betydeligt omfang. Bogtrykkeriet overdrog han 1920 til et par yngre medarbejdere.
Han var endvidere 1878 medstifter af og indtil 1885 forretningsfører for Dansk Højskoleforening, blev 1882 formand for det nystiftede Højskolehjem i Kolding og havde væsentlig del i dets senere udvikling; var 1879-86 tilsynshavende direktør i Kolding Folkebank, 1885-89 formand for Vejle Amts Skytteforening og var fra 1888 medlem af styrelsen for V. Brückers Frimenighed. Endelig var han fra 1886 til 1894 landstingsmand og hørte som sådan til Det Forhandlende Venstre. Her stemte han for forliget med Højre i 1894.
Jørgensen blev gift i Sankt Nikolai Kirke i Kolding den 22 juli 1887 med Maren Nielsen Nørby (1854-1926), datter af kalkværksejer Jens Nielsen Nørby ved Kolding.
Han blev Ridder af Dannebrog 1909 og Dannebrogsmand 1921.
Han er begravet i Kolding. Der findes en kultegning af ham på Kolding Højskolehjem